# Milan Hübl
Milan Hübl (27. ledna 1927 Nitra – 28. října 1989 Praha) byl český a československý historik, vysokoškolský učitel, akademik a politik Komunistické strany Československa, představitel reformního proudu v KSČ během pražského jara, poslanec Sněmovny národů Federálního shromáždění a poslanec České národní rady na počátku normalizace. Pak odstaven z veřejných funkcí, v 70. a 80. letech aktivní v opozici, signatář Charty 77.

## Biografie
Původním povoláním byl textilní dělník, neměl maturitu. Ve svých devatenácti letech vstoupil do KSČ. V letech 1947–1950 vystudoval Vysokou školu sociální v Brně (podle jiného zdroje byl absolventem Filozofické fakulty Masarykovy univerzity). V letech 1950–1964 působil jako učitel na Vysoké škole politické ústředního výboru Komunistické strany Československa, od roku 1961 jako docent. Pak mezi roky 1964 a 1968 působil jako vědecký pracovník Ústavu dějin evropských socialistických zemí při ČSAV. Specializoval se na dějiny dělnického hnutí a otázky soudobého socialismu. Patřil mezi hlavní představitele reformního myšlenkového proudu v KSČ během 60. let. V roce 1965 se zastal slovenského historika Daniela Rapanta, který byl napaden maďarskou marxistickou historičkou Erzsébet Andicsovou za revizionistické nemarxistické pojetí novodobých slovenských dějin. Spor se vedl o slovenské národní hnutí v době revoluce v letech 1848–1849, kde Andicsová ve shodě s tehdejšími postoji Karla Marxe hodnotila toto hnutí jako konzervativní. Hübl argumentoval tím, že západní polovina habsburské monarchie byla tehdy nadána většími občanskými ale i národními právy, a proto byl příklon Slováků k Vídni logický.
Jeho politická kariéra vyvrcholila během pražského jara. V letech 1968–1969 byl rektorem Vysoké školy politické ústředního výboru Komunistické strany Československa. Koncem 60. let se také uvádí jako člen Městského výboru KSČ v Praze, bytem Praha. V českých zemích patřil v roce 1968 mezi hlavní propagátory pochopení pro slovenské národní aspirace. Zapojil se do debat o novém státoprávním uspořádání Československa. Obhajoval dvoučlennou federaci a odmítal návrhy na trojfederaci (Čechy, Morava, Slovensko), kterou považoval jen za reprízu překonaného zemského uspořádání. Zasedal ve vládním výboru pro otázky federalizace.
Jeho kariéra pak skončila po invazi vojsk Varšavské smlouvy do Československa. Vysočanský sjezd KSČ ho ještě hned po okupaci v srpnu 1968 zvolil za člena Ústředního výboru Komunistické strany Československa a dne 31. srpna byl do této funkce oficiálně kooptován. Během srpna 1968 byl zároveň členem předsednictva ÚV KSČ. Po provedení federalizace Československa usedl v lednu 1969 do Sněmovny národů Federálního shromáždění. Do federálního parlamentu ho nominovala Česká národní rada (ČNR), v níž rovněž zasedal. Z ÚV KSČ byl vyloučen v září 1969. Ve FS setrval jen do prosince 1969, kdy rezignoval. Předtím byl v listopadu 1969 zbaven rozhodnutím Národní fronty mandátu v ČNR. V hlasování se všichni přítomní poslanci vyjádřili pro vyloučení Milana Hübla z ČNR, nikdo nebyl proti a nikdo se nezdržel hlasování. Ústřední výbor Komunistické strany Československa ho tehdy zařadil na seznam „představitelů a exponentů pravice“.
Ačkoli koncem 60. let patřil mezi stoupence a obhájce Gustáva Husáka v českých zemích a ještě v dubnu 1969 se přičinil o jeho nástup do čela KSČ, po zostření kádrové politiky s nástupem tvrdé fáze normalizace byl profesně a politicky pronásledován. Husák mu nijak nepomohl. V roce 1970 mu bylo zrušeno členství v KSČ. Během normalizace se angažoval v opozičních strukturách. Počátkem 70. let okolo něj vzniklo Socialistické hnutí československých občanů jako platforma tvořená zejména stoupenci reforem z roku 1968. V letech 1972–1976 byl téměř pět let vězněn. Husák v roce 1974 zakázal Lubomíru Štrougalovi, který zastupoval nemocného prezidenta Ludvíka Svobodu, udělit Hüblovi milost a sám ji, po svém zvolení prezidentem, odmítl udělit, a to i přes kladné doporučení premiéra Štrougala. V roce 1977 se Hübl stal signatářem Charty 77. Podílel se na vydávání samizdatových materiálů a v letech 1987–1989 byl redaktorem ilegálních Lidových novin. Během 80. let ho Státní bezpečnost evidovala jako spolupracovníka (krycí jméno TOMÁŠ).

## Dílo
- Jeho největší dílo zůstalo pouze v rukopise. Jedná se o syntézu dějin Druhé internacionály.[14]
- Cesty k moci. Nakladatelství Naše vojsko, Praha 1990. Předmluvu napsal Petr Uhl. ISBN 80-206-0208-9